# Coleomyia rainieri
Coleomyia rainieri là một loài ruồi trong họ Asilidae. Coleomyia rainieri được Wilcox & Martin miêu tả năm 1935. Loài này phân bố ở vùng Tân Bắc giới.